# Comuna Coarnele Caprei, Iași
Coarnele Caprei este o comună în județul Iași, Moldova, România, formată din satele Arama, Coarnele Caprei (reședința) și Petroșica.

## Așezare
| Scobinți  | Plugari  | Plugari   |
| Ceplenița |          | Fântânele |
| Cotnari   | Belcești | Focuri    |

Comuna se află în partea nordică a județului, aproape de limita cu județul Botoșani. Este străbătută de șoseaua județeană DJ281B, care o leagă spre sud-vest de Belcești și spre nord-est de Plugari. În satul Coarnele Caprei, acest drum se intersectează cu șoseaua județeană DJ281D, care o leagă spre vest de Ceplenița (unde se termină în DN28B) și spre est de Focuri și Gropnița.

## Etimologie
Denumirea comunei provine, conform lui C. Chiriță în 1888 și a lui Alexandru Obreja în 1979, de la o pădure care exista aici la înființarea satului Coarnele Caprei, în 1879, cunoscută sub numele de Coarnele Caprei sau Dumbrava Caprei.

## Istorie

### Preistorie

#### Neolitic
Pe Dealul lui Mercaș, sub Dealul Rotund, în Valea Boului sau în Valea Babei au fost descoperite urme ale unor comunități umane care au inventat și dezvoltat agricultura acum mai bine de 5000 de ani, aparținând culturilor arheologice neolitice Starčevo-Criș și Cucuteni.

#### Epoca bronzului
Pe Dealul Arama, Dealul Arici și în Valea Diaconului au fost descoperite haine de războinici, săbii și topoare de luptă din bronz  sau Horodiștea-Erbiceni, dar trei așezări de tip cenușar din perioada târzie a Epocii Bronzului, aparținând comunităților Noua (1450-1100 î.Hr.) de către arheologii Universității „Alexandru Ioan Cuza” din Iași.

#### Epoca de fier
În Valea Burlacului și de pe panta nordică a Dealului Aricilor au fost descoperite vestigii specifice comunităților traco-getice din perioada Hallstatt.

#### Antichitatea
Un mormânt sarmatic, datând din secolul al IV-lea, a fost găsit în zona lutăriei satului Coarnele Caprei, în 1999. În mormânt era îngropată o femeie de rang inferior, iar lângă oseminte s-au mai descoperit o ulcică din ceramică, o mărgică roșie și o fusiolă.

### Formarea comunei
La sfârșitul secolului al XIX-lea, comuna nu exista, „cotunele” Arama-Protopopu și Coarnele Caprei făcând parte din comuna Belcești, plasa Bahlui.
În anii 1890, locuitorii celor două localități, care numărau 400 de familii, dar și a altora învecinate, precum Focuri, Cioara și Fântânele, au solicitat în mod repetat separarea de aceasta comună pentru a forma una distinctă, numită Coarnele Caprei, cu reședința în satul omonim, datorită distanței mari până la primăria Belcești și a nemulțumirii locuitorilor față de lipsa infrastructurii investițiilor. În 1891 cererea localităților fusese aprobată de Ministerul de Interne, rămânând aprobarea raportului lor de către Consiliul de Miniștri, urmând ca aceștia să creeze un proiect de lege catre Adunarea Deputaților.
În 1894, în ziarul Evenimentul, era publicată o știre în care satele Focurile, Coarnele Caprei și Arama urmau să se dezlipească de comuna Belcești și să formeze o comună de sine stătătoare cu reședința în Focurile, începând cu data de 1 aprilie 1895. Cu toate acestea, în 1896 localitățile făceau parte în continuare din comuna Belcești.
În cadrul ședinței Senatului din 26 februarie/10 martie 1897 a fost votată legea prin care „cătunele Cornul-Caprei, Arama și Focurile” dar și localitatea Fântânele, „formează o comună separată sub numirea Coarnele-Caprei”, începând cu data de 1/13 aprilie 1897. Legea fost publicată în Monitorul Oficial din 14/26 martie 1897. Totuși, aplicarea legii a fost amânată pentru 1/13 aprilie 1898 din cauza că recensământul contribuabililor noii comune încă nu fusese realizat.

### Începutul
Amânarea s-a prelungit până în aprilie 1903, cand nouă comună a fost formată, avându-l ca prim primar pe Vasile Cucu, ales cu 491 voturi și pe I. Melinte ca ajutor de primar. În același an a fost introdus în comună serviciul telefonic iar consiliul comunei aproba stabilirea a doi evrei în localitate. Primul an al noii comune a început cu dificultăți, debutând cu o epidemie de scarlatină în a doua jumătate a anului 1903.
În anul 1904, noua comună a fost trecută în circumscripția de recrutare a Companiei 11 din Regimentul 13 „Ștefan cel Mare”, iar în același an au fost puse bazele Băncii Populare „Unirea” din localitate.
Conform unui articol din anii 1970, țăranii din Coarnele Caprei, ca și cei din alte localități ale județului Iași, se întalneau cu cei din județul Botoșani la târgul din Hârlău, unde, pe lângă schimbul de mărfuri, făceau și schimb de informații, aceasta localitate fiind situată în apropierea limitei dintre cele două județe. În perioada premergătoare Răscoalei de la 1907, sub pretextul că fac cumpărături, tăranii nemulțumiți din cele două județe se întâlneau la târgul din Hârlău pentru a schimba păreri și a lua hotărâri comune.  Răscoala a cuprins și comuna Coarnele Caprei, aceasta fiind la aproximativ 40 km de Flămânzi, iar în 6/19 martie 1907, în localitate a intervenit armata pentru a restabili ordinea, însă fără succes. Agitația țăranilor s-a potolit la sfârșitul lunii, după ce Constantin Stere, care avea atunci funcția de prefect, a vizitat localitatea și a vorbit cu localnicii despre propunerile guvernului pentru îmbunătățirea situației acestora.
Ulterior, consiliul comunal a fost dizolvat, iar Al. Săvescu a fost ales ca primar, N. Popovici fiind ajutor de primar. Săvescu a fost revocat din funcție în luna august a aceluiași an. În perioada următoare au fost făcute arestări în comună a celor care erau bănuiți a fi agitatori, precum a preotului N. Popovici
În luna iunie a aceluiași an, locuitorii din Coarnele Caprei au cerut prefecturii expulzarea familiilor de evrei care locuiau în localitate, cererea acestora fiind admisă. Numărul acestora varia în funcție de sursa informațiilor, unele menționând un număr de 20 de evrei, altele 80 de persoane, însumând 13 sau 14 familii, iar după alte surse au existat 90 de persoane, totalizând un număr de 16 familii. Evreii au avut termen pentru părăsirea localității până la sfărșitul lunii iunie, iar unii s-au mutat previzoriu la Iași de unde, majoritatea au emigrat în Statele Unite ale Americii. Pentru a forța plecarea acestora, în iulie 1907, consiliul comunal a luat decizia de a închide cârciumile și prăvăliile evreiești din localitate. Două familii de evrei au fost exceptate provizoriul la expulzare de către Gheorghe Kernbach, acesta îngăduindu-le șederea în localitate pănă la 1 septembrie, din pricina unor boli care existau în sânul acestor familii. În 1908, primarul N. Popovici și ajutorul de primar Gh. Popovici sunt revocați din funcție de către prefectură pentru că nu au „executat ordinul de isgonirea străinilor din acea comună”, deși în martie fusese izgonit din localitate „David Zaharovici dimpreună cu toată familia”.
Tot în 1908 a fost menționată și localitatea Iazu Porcului în componența comunei și, în același an, reședința comunei a fost mutată la Fântânele, iar localitatea Iazu Porcului a trecut la comuna Șipote. Locuitorii au Consiliului Județean, în 1910, mutarea reședinței înapoi la Coarnele Caprei, cererea acestora fiind aprobată. Localitățile Focuri și Fântânele s-au dezlipit, pentru a forma comuna Focuri, iar comuna Coarnele Caprei era formată din satele Coarnele Caprei și Arama, începând cu aprilie 1911. O lună mai târziu a fost confirmat ca primar Costachi Iamandi, ajutor de primar fiind Gh. I. Popa.
În același an a fost confirmat faptul că mai existau evrei în localitate, din pricina unui incendiu care mistuit moara deținută de Strul Gutman.
În 1912, Ministerul de Interne a aprobat regulamentul de funcționare poliției rurale din comună, iar în 1913 a fost înființat un post de factor poștal care să deservească localitatea. În același an făcea parte din plasa Cârligătura, cu reședința la Târgu Frumos.
La data de 16/29 septembrie 1913 comuna Coarnele Caprei a fost scena unui incident care a stârnit alarma autorităților. Conform ziarului Opinia, autoritățile au primit o notificare telefonică eronată, care sugera că un număr de țărani s-ar fi răsculat și ar fi luat o parte din moșie cu forța, arând-o. Alarma a fost amplificată de solicitarea trimisă prin nota telefonică, care cerea trimiterea de urgență a două companii de soldați. În urma unei investigații rapide, s-a constatat că incidentul a fost o mică neînțelegere cauzată de redactarea greșită a notei telefonice. Similar, ziarul Universul a raportat că autoritățile au fost alarmate de o pretinsă răscoală, dar cercetările ulterioare au clarificat că nu era vorba de o răscoală, ci doar de o confuzie.
O epidemie de pojar a afectat copiii din comună în anul 1914 când au fost înregistrate 70 de cazuri de infectare, dintre care 25 au fost fatale.
La 3 februarie 1915, Constantin Iamandi a fost revocat din funcția de primar, din ordinul secretarului de stat al Ministerului de Interne, pentru încălcări repetate ale legii, precum însușirea banilor din arendarea pământurilor statului și refuzul autentificării contractelor de arendare. În locul său a fost ales Vasile Lăpușneanu, care este destituit la 12 octombrie 1915, pentru mai multe abateri grave, inclusiv însușirea ilegală a fondurilor destinate procurării de bunuri și combaterii epidemiilor, și utilizarea necorespunzătoare a banilor publici pentru cheltuieli personale. În locul acestuia a fost ales Gh. I. Popa, ajutor de primar fiind Ioan Țibucanu.
În numărul 281 al ziarului Mișcarea din 16 decembrie 1918, a fost menționat decesul lui Ioana Cosma Nechita, la vârsta de 110 ani, fiind un caz rar de longevitate pentru acele vremuri.
Primul Război Mondial a lăsat în comună, conform unui Recensământ al orfanilor de război de pe raza județului Iași, din anul 1920, 346 de orfani de război, dintre care 95 copii erau orfani doar de tată, având vârste cuprinse între 1 și 18 ani, iar 14 copii erau orfani și de tată, și de mamă, având vârste cuprinse între 5 și 17 ani.

### Perioada interbelică
După instituționalizarea căminelor culturale, căminul din Coarnele Caprei a fost printre primele din țară care și-a trimis statutele spre aprobare, la data de 10 august 1920.
Anuarul Socec din 1923-1924 menționa comuna cu 2010 de locuitori, având pe Dumitru Horga ca primar, Petru Darcu ca notar, Ioan Dimitriu și Eugenia Mihăilescu ca învățători și Octav Stigseanu ca preot paroh. În comună existau următoarele afaceri:
- băcănii: Societatea Cooperativă „Albina”, Gh. Chiper, Gh. DImitriu, Grig. Grigoraș, D. Aneta Mandache, Ioan Manea, N-lea Manoliu, Vasile Melinte, V. V-le Niță, N-lae Popa, Gh. Stan, V. Maria Pasote, Natalia Varitchevici, Petru a Varvarei și C-tin Zamfir;
- Banca Populară „Unirea”, având pe Ion Melinte ca președinte;
- brutari: Lăzărescu V-le;
- cârciumari: V-le Crauciuc, Gh. Filoti, C-tin Grigoraș, Vasile Grigoraș, D-tru Mandachi, St. Ursoiu și D-tru Zoitanu.[96]

Pe 27 septembrie 1925, comuna a fost scena unui eveniment politic și social. Liga Apărării Național-Creștine a convocat o adunare anisemită în Coarnele Caprei, la urmau să ia parte și sătenii din comunele învecinate. La intrarea în sat, un grup de „cuziști” a fost oprit de un cordon de soldați. Între șefii cordonului și cei ai manifestanților au început discuții care nu au dus la nici o înțelegere. Cuziștii au încercat să intre în localitate cu forța, intrând astfel într-o încăierare cu soldații. Manifestanții au fost respinși după ce cordonul armat a fost întărit.

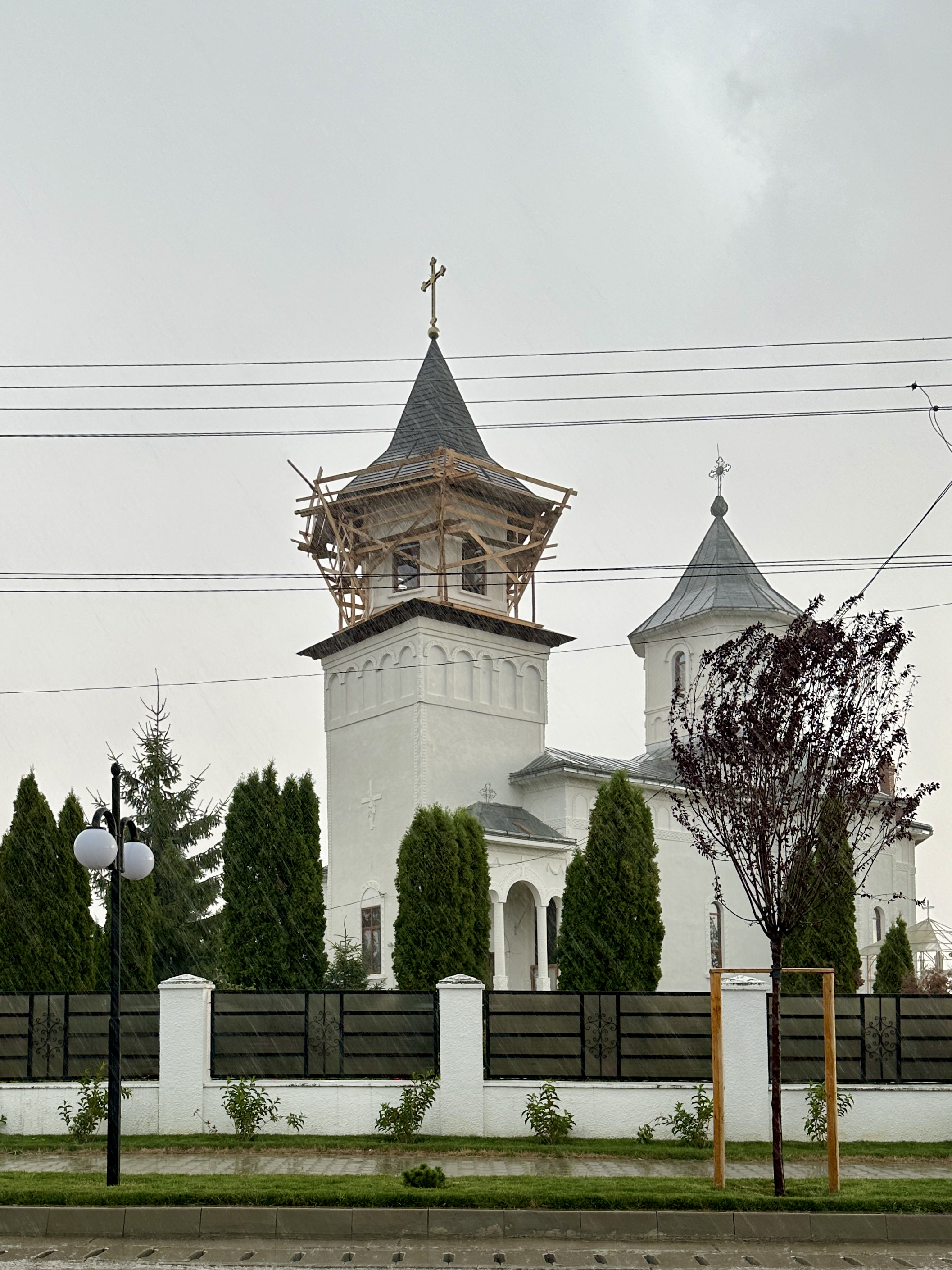
Biserica „Înălțarea Domnului” din Coarnele Caprei în iulie 2024

În anul 1926, deoarece satul Coarnele Caprei nu avea o biserică, iar sătenii erau nevoiți să meargă la cea din Arama, localnicii au organizat o colectă pentru construirea bisericii din centrul comunei, în care au adunat peste un milion de lei în bani și aproape un milion de lei în materiale de construcție. Lucrările au început în primăvara acelui an după planurile arhitectului Masolini. Sfințirea bisericii a avut loc în 12 septembrie 1937 de un sobor de preoți conduși de Mitropolitul Moldovei, Nicodim Munteanu, la ceremonie fiind prezenți și ministrul culturii, Victor Iamandi, care contribuise cu 500.000 de lei pentru finalizarea bisericii, Osvald Racoviță, Gheorghe Vasiliu-Voina și Eduard Lăzărescu. Picturile bisericii au fost realizate de Neculai Popovici-Lespezi, profesor la liceul Național din Iași, acesa realizând catapeteasma, în 1936, și Grigore Popovici, profesor la Liceul Internat din Iași.
Dupa reforma administrativa din 1929 comuna a fost desființată, iar satele Coarnele Caprei și Arama au fost trecute la comuna Belcești.
Comuna a fost reînființată în 1932, fiind compusă tot din Coarnele Caprei și Arama, iar la începutul anului 1933 făcea parte din plasa Bahlui-Cârligătura, câteva luni mai târziu trecând la plasa Cârligătura, reînființată. În 1942 localitatea a trecut la plasa Târgu Frumos.
Satul Petroșica a intrat în componența comunei în 1939.

### Al Doilea Război Mondial

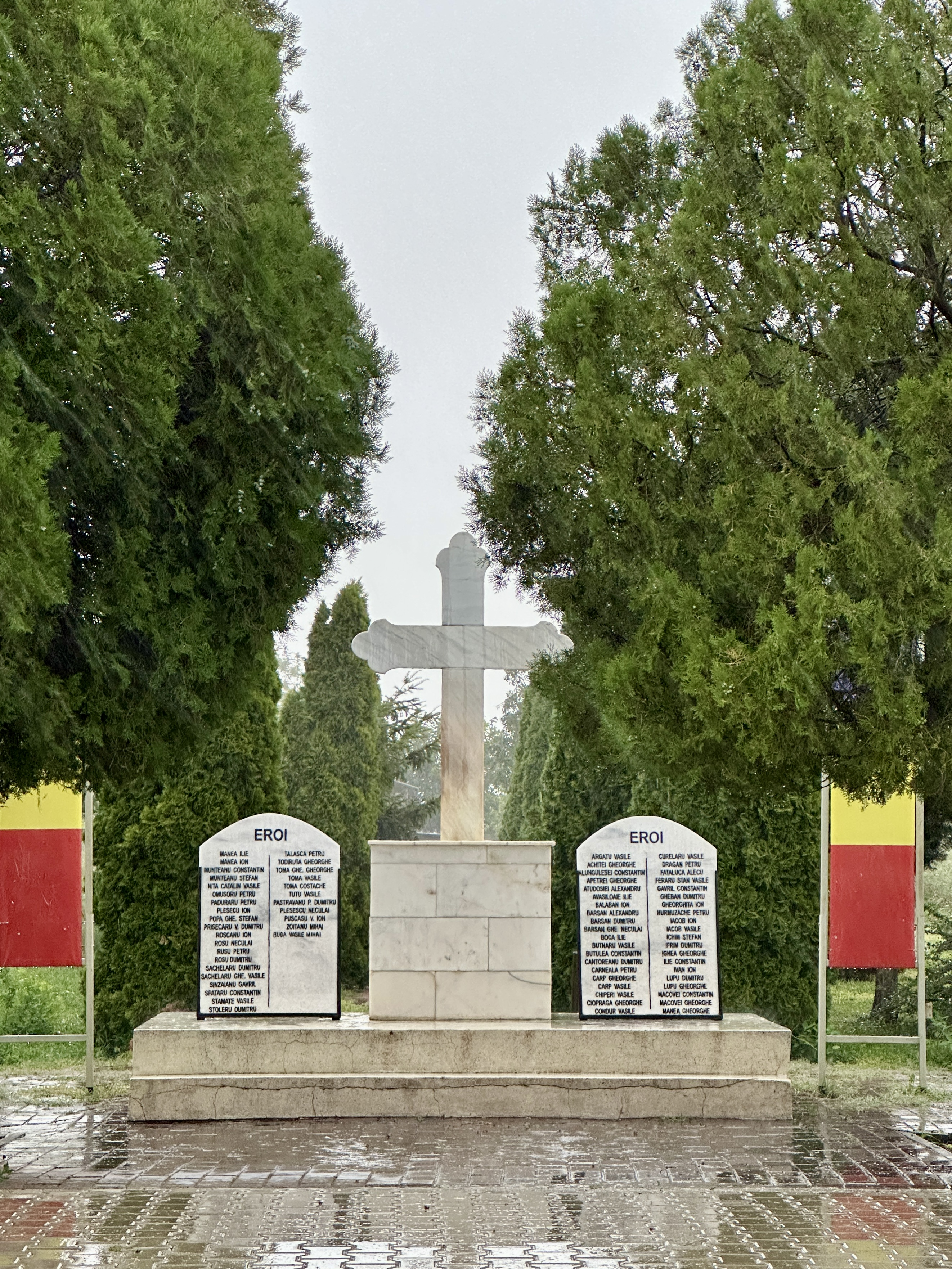
Monumentul Eroilor din Coarnele Caprei

Cu puțin înainte de începerea celui de-Al Doilea Război Mondial, comuna și drumul care venea de la Ceplenița către Focuri și trecea prin comună, au fost declarate de interes militar. În timpul războiului mai mulți soldați din localitate și-au pierdut viața. În cadrul Ofensivei Uman-Botoșani, localitatea a fost cucerită de Armata Roșie, fiind sub ocupație pana după declanșarea Operațiunii Iași-Chișinău și a Loviturii de stat de la 23 august 1944. Locuitorii au fost evacuați, devenind refugiați de război.
Pe 5 aprilie 1944, Armata a 2-a de Tancuri a Gărzilor, comandată de Semion Bogdanov a traversat Prutul pe la Bădărăi, având ordinul de la Ivan Konev de a ataca în direcțiile Focuri și Podul Iloaei, pentru a putea ataca și cuceri Iașiul, având desemnată ca zonă de concentrare în regiunea localității Coarnele Caprei, la 10 km nord-vest de Focuri și 30 km nord-vest de Podu Iloaiei.
Pe 7 aprilie, Diviziile 78 și 180 de Infanterie ale Corpului 33 Infanterie al lui general-locotenentului Alexei Semionov, sprijinite de detașamentele avansate a două corpuri de tancuri regrupate ale Armatei a 2-a de Tancuri au împins Divizia 7 de Infanterie Română spre Târgu Frumos. Seara, în aceeași zi, tancurile de vârf ale detașamentului de avangardă care conduceau avansul Corpului 3 Tancuri, aflat sub conducerea lui Vasili Mișulin, au capturat Coarnele Caprei.
Pe 8 aprilie 1944, Biroul de Informații Sovietic informa despre ocuparea localității.
 

În acea perioada, Coarnele Caprei a jucat un rol strategic în cadrul operațiunilor militare desfășurate în regiune de Armata Roșie. La 18 aprilie 1944, comuna era menționată ca loc de concentrare pentru unitățile Armatei a 2-a de Tancuri sovietice. A 50-a brigadă de tancuri, a 51-a brigadă de tancuri și a 57-a brigadă de pușcași motorizată s-au reunit în această zonă pentru regrupare și aprovizionare.

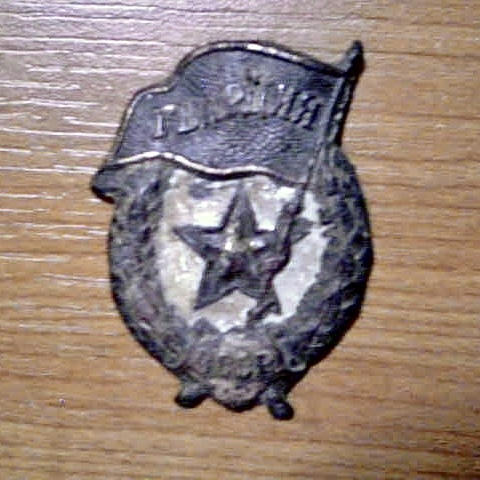
Insignă de Gardă Sovietică găsită la Coarnele Caprei

În contextul operațiunilor militare, al 3-lea și al 16-lea corp de tancuri sovietice s-au regrupat în Coarnele Caprei, primind echipamente și muniții suplimentare. De asemenea, regiunea a servit ca punct logistic pentru regimentul de artilerie autopropulsată și alte unități militare.
În cadrul pregătirilor sovietice pentru cea de-a doua Bătălie de la Târgu Frumos, Ivan Konev a ordonat, la 23 aprilie, Armatei a 7-a de Gărzi, comandată de Mihail Șumilov, să-și regrupeze Corpul 24 și Corpul 25 de Infanterie de Gărzi în zonele lor de adunare din regiunea nordică a localității Coarnele Caprei, localitatea fiind limita la dreapta a Armatei a 7-a în cadrul operațiunilor militare.
Pe 11 iunie 1944, conform unui raport al comandantului Armatei a 2-a Frontului Ucrainean se menționează că al 18-lea corp de tancuri era ținut în rezervă în zona Coarnele Caprei - Focuri.
Conform informațiilor de pe site-ul Fondului Veteranilor Serviciului Diplomatic din Rusia, în Coarnele Caprei sunt înmormântați 20 de militari sovietici.
Ca urmare a războiului există încă riscuri legate de prezența proiectilelor și munițiilor neexplodate, care sunt încă descoperite în localitate.

### Perioada postbelică
În 1945 comuna a fost transferată la plasa Șipote, nou înființată, fiind mutată înapoi la plasa Târgu Frumos în 1947.
După război, comuna Coarnele Caprei, la fel ca multe alte localități din județul Iași, a fost afectată de dificultăți economice și sociale severe. Mai multe articole din acea perioadă, publicate în ziarele Lupta Moldovei, Moldova Liberă și Opinia, oferă o imagine detaliată asupra provocărilor întâmpinate de comunitate.
În 1945, comuna a fost afectată de tifos exantematic, în februarie fiind înregistrare 57 de cazuri, și nu avea acces la medic, agent sanitar sau medicamente. Tot în acel an a început consolidarea imaginii pozitive a Partidului Comunist, executând acțiuni în scop propagandistic, promovând astfel ideea că regimul aducea beneficii directe populației. De exemplu, în august 1945, echipele sindicatului C.F.R. au distribuit unelte agricole în localitate pentru a ajuta plugarii în campania de seceriș, iar în noiembrie 1947, la deschiderea dispensarului din comună, comuniștii au fost creditați pentru realizare.
În 1946, învățătorul C. Bustureanu descrie într-un articol provocările întâmpinate de părinții care încercau să își trimită copiii la școli secundare, în contextul taxelor școlare mari și al lipsei de resurse cauzate de război și secetă. Bustureanu propunea măsuri de reducere a taxelor și sprijin pentru familiile sinistrate și orfanii de război, subliniind importanța accesului la educație pentru regenerarea societății postbelice. El atrăgea atenția și asupra existenței speculanților care profitau de pe urma secetei și a dificultăților economice, sugerând necesitatea unei organizări mai stricte și a unei distribuții echitabile a resurselor alimentare pentru a sprijini elevii și familiile lor.
În contextul Foametei din 1946–1947 condițiile grele de trai sunt reflectate în rapoartele vremii, fiind documentate cazuri de decese cauzate de subalimentație, precum cel al Mariei Tănase în 1946. De asemenea, au fost trimiși în Polonia prin C.A.R.S. mai mulți copii defavorizați, printre care: Ghiță Buleandră, Ionică Ghiban, Aurica și Maria Drobotă.
În acea perioadă, au fost raportate cazuri de cazuri de furt și sabotaj economic și speculă, precum cel al cantinierei Florica Moraru, arestată în același an pentru că a sustras o parte din făina destinată cantinei, înlocuind-o cu nisip și var, sau al notarul Mihai Botez, condamnat pentru sabotaj economic pentru furt de zahăr destinat rațiilor populației. Alte exemple includ pe fostul primar I. V. Ciuraru, acuzat de mai multe infracțiuni inclusiv confiscarea ilegală de bunuri militare, spargerea și jefuirea unui post de jandarmi și însușirea porumbului colectat de la evacuați, a lui Gheorghe Achiței, care a fost surprins în 1947 când încerca să vândă carne de vită bolnavă de antrax la preț de speculă, a lui Șefan Varlan pentru „tăiere clandestină de vite”, sau a lui Florea Sucilă, fost primar al localității pentru „distribuirea nejustă a unei cantități de orz”.
Consolidarea puterii regimului comunist a fost vizibilă și în localitate, pe 11 noiembrie 1947, în ziua condamnării la închioare pe viață a lui Iuliu Maniu fiind publicate mai multe moțiuni și scrisori în presa de orientare comunistă, în care se cerea aspra pedepsire a acestuia și a membrilor PNL arestați în Înscenarea de la Tămădău, printre acestea numărându-se si o scrisoare lui Th. Munteanu, veteran de război din localitate, care își pierduse familia în timpul celui de-Al Doilea Război Mondial, alți susținători ai demersului fiind și Gh. Brustureanu, Ioan Vodă și văduva de război Maria Ciocan din Arama.
În aceeași perioadă se reflectă în presa comunistă începutul luptei împotriva „chiaburilor”, țăranii înstăriți din localitate fiind numiți moșieri, exploatatori ai tăranilor săraci, corbi ai foametei sau dușmani ai poporului. Printre familiile menționate sub denumirea de chiaburi se numărau: Pușcașu, Sucilă, Horga, Melinte, Cucu, Grigorescu, Arcu sau Omușanu.
După proclamarea Republicii Populare Române, la 30 decembrie 1947, a urmat reîntoarcerea prizonierilor de război români în Uniunea Sovietică, în toamna anului 1948, printre prizonierii reîntorși din localitate numărându-se: soldatul C-tin M. Sucilă, sergentul Gh. Alex Vrabie și caporalul N. Gh. Rusu. 
Sfârșitul anilor 1940 și începutul anilor 1950 sunt marcați de Decretul 121 din 15 iulie 1948, care introducea sistemul de cote progresive, și începutul colectivizării în comună, după emiterea Decretului 84 din 2 martie 1949 si exproprierea proprietăților mai mari de 50 de hectare, urmând crearea cooperativei în 1949-1950, și a unei sucursale în satul Arama în martie 1950, și culminând cu înființarea Gospodăriei Agricole Colective „23 August” Coarnele Caprei, în iunie 1950. Au fost consemnări care arătau neîncrederea și rezistența unor locuitori din comună față noul sistem, catalogați în presa vremii drept chiaburi sau dușmani ai poporului, unii dintre ei ajungând în închisori, în 1952 fiind condamnați: Ion Cucu la 7 ani de închisoare, Grigore Horga la 4 ani de închisoare, Elena Ionașcu la 3 ani de închisoare, Evdochia Țipurlea la 1 an de închisoare.
În urma reorganizării teritoriale din 1950, localitatea a fost transferată raionului Hârlău din regiunea Iași.
În 1964 a fost construită o nouă școală în comună, menționându-se ca era cea de a treia construită în localitate in ultimii trei ani.
După reorganizarea teritorială din 1968 a revenit la județul Iași în alcătuirea actuală.
În 1976 a fost realizat blocul de locuințe cu două etaje, situat vis-a-vis de primărie, pentru specialiștii C.A.P.-ului din localitate.
În timpul Revoluției din 1989, Cătălin Niță, născut la 20 noiembrie 1970 în comuna Coarnele Caprei, era soldat în termen la UM 01512 Sibiu. A fost împușcat pe 24 decembrie 1989, în dispozitivul de apărare a unității militare, iar decesul a fost declarat două zile mai târziu, pe 26 decembrie 1989. A fost recunoscut postum cu titlul de Erou Martir și este înhumat în cimitirul bisericii din Coarnele Caprei.

### După 1989
În 1999, în urma unor ploi torențiale, în localitate au avut loc alunecări de teren. Acestea au afectat grav 79 de gospodării, rețeaua electrică și telefonică și drumurile comunale.

## Fauna
La începutul secolului al XX-lea în apropierea localității era prezent lupul, fiind consemnate mai multe atacuri ale haitelor de lupi aspura animalelor domestice sau a oamenilor.

## Flora
În pădurea din Coarnele Caprei se regăsesc variantele virescens și scuamosa ale stejarului brumăriu.

## Demografie
Componența etnică a comunei Coarnele Caprei
     Români (91,43%)
     Alte etnii (0%)
     Necunoscută (8,57%)
Componența confesională a comunei Coarnele Caprei
     Ortodocși (90,85%)
     Alte religii (0,25%)
     Necunoscută (8,9%)
În 1912 localitatea avea 542 de case cu 566 gospodării și 2310 locuitori.
Conform recensământului efectuat în 2021, populația comunei Coarnele Caprei se ridică la 2.438 de locuitori, în scădere față de recensământul anterior din 2011, când fuseseră înregistrați 3.091 de locuitori. Majoritatea locuitorilor sunt români (91,43%), iar pentru 8,57% nu se cunoaște apartenența etnică. Din punct de vedere confesional, majoritatea locuitorilor sunt ortodocși (90,85%), iar pentru 8,9% nu se cunoaște apartenența confesională.

## Politică și administrație
Comuna Coarnele Caprei este administrată de un primar și un consiliu local compus din 11 consilieri. Primarul, Mihai Țibucanu[*], de la Partidul Național Liberal, este în funcție din octombrie 2020. Începând cu alegerile locale din 2024, consiliul local are următoarea componență pe partide politice:
|  | Partid                          | Consilieri | Componența Consiliului | Componența Consiliului | Componența Consiliului | Componența Consiliului | Componența Consiliului | Componența Consiliului |
|  | ------------------------------- | ---------- | ---------------------- | ---------------------- | ---------------------- | ---------------------- | ---------------------- | ---------------------- |
|  | Partidul Național Liberal       | 6          |                        |                        |                        |                        |                        |                        |
|  | Partidul Social Democrat        | 4          |                        |                        |                        |                        |                        |                        |
|  | Alianța pentru Unirea Românilor | 1          |                        |                        |                        |                        |                        |                        |

## Obiective turistice
- Acumulările Belcești;
- Eleșteele Jijiei și Miletinului
- Biserica „Înălțarea Domnului” din Coarnele Caprei;
- Biserica „Sfântul Nicolae” din Arama;
- Biserica „Sfântul Ilie” din Petroșica;
- Monumentul Eroilor din Coarnele Caprei;
- Muzeul Etnografic „Colț de Rai Românesc” din Coarnele Caprei.

## Tradiții
- Bătuta de la Coarnele Caprei: Joc bărbătesc care se joacă în linie sau semicerc, caracterizat prin „plimbări cu pași bătuți în podea și prin bătăi cu palmele pe carâmbii cizmelor”.[190]

## Personalități
- Ștefan Oprea (1932 - 2018), dramaturg, prozator și critic de teatru și film;
- Bogdan Năstase (n. 4 ianuarie 1994[191]), luptător de kickboxing.[192][193][194][195]

### Rezidenți
- Boris Lizo (1900[196]/1901 - ?), paroh al satului Arama între 1935 - 1941, 1945 - 1950 și 1954 - 1958, director al Căminului Cultural „Lumina” din Arama[197] și deținut politic;[198]
- George Mărgărit (1923 - 1961[199]), poet și publicist; a fost, pentru o scurtă perioadă, profesor de limba română la școala din localitate;[200]
- Ion Cozmei (1951 - 2011), poet și publicist; a fost profesor de limba română la școala din localitate în perioada anilor 1970.